# Исмайли, Аделина
Аделина Исмайли (алб. Adelina Ismajli; род. 1979) — косово-албанская певица и актриса; участница конкурсов красоты, Мисс Косова 1997 года.

## Биография
Родилась 14 декабря 1979 года в Приштине. Её сестра Занфина Исмайли тоже является популярной певицей.
Аделина начала петь в раннем возрасте, став одной из известных певиц в Косово в 1990-х годах. Принимала участие в различных детских и юношеских музыкальных фестивалях в Албании, таких как Akordet e Kosovës, Festivali i këngës për fëmijë në RTSH и других.
После небольшого перерыва, когда девушка повзрослела, она ознаменовала собой новую эпоху в музыкальной индустрии Албании, принеся на сцену своеобразный стиль, который зритель ранее не видел — певица стала признанным национальным секс-символом, иногда выпуская достаточно провокационные клипы и ролики на албанском телевидении. Аделина Исмайли также исполняла много песен, посвященных жертвам войны в Косово.
Записи певицы возглавляли хит-парады и имели большой успех в Албании и регионах бывшей Югославии с албанским населением, а также среди зарубежной албанской диаспоры. Кроме музыки, Аделина проявляет актёрские способности, снявшись в двух фильмах и желая продолжить эту творческую деятельность.

## Дискография
Исмайли поёт преимущественно на албанском языке и за время своей карьеры выпустила альбомы:
- 1995 — 100 % Zeshkane / 100 % Брюнетка
- 1996 — Ushtrinë Timë / Моя армия
- 2000 — Nuk Jam Seks Bombë / Я не секс-бомба
- 2002 — Prej Fillimit / Сначала
- 2005 — Mbretëreshë E Robëreshë / Пленники и королева
- 2007 — Feniks / Феникс
- 2014 — BRAVO / Браво